# Tunnel Imberg
Der Tunnel Imberg ist ein einröhriger, 499 m langer Eisenbahntunnel (Streckenkilometer 72,721 bis 73,220) der Schnellfahrstrecke Wendlingen–Ulm.
In der Planungs- und Bauphase war er Teil des Planfeststellungsabschnitts 2.3 der Neubaustrecke. Für diesen Abschnitt lag ab November 2008 das Baurecht vor.

## Lage
Der Tunnel liegt auf der Gemarkung der Gemeinde Dornstadt, Ortsteil Temmenhausen. Er liegt auf der Südseite der parallel verlaufenden A 8.

## Planung
Der Planfeststellungsbeschluss für den Abschnitt der Neubaustrecke, in dem der Tunnel liegt, erging am 12. November 2008. Der Tunnel liegt zwischen den Baukilometern 66,586 und 67,085. Ende Dezember 2012 wurde der Bauauftrag für den etwa 6,6 km langen Streckenabschnitt auf der Albhochfläche (km 61,4 bis 68,0) ausgeschrieben, zu dem auch der Tunnel gehört. Ausführungsplanung und Rohbauarbeiten für diesen Streckenabschnitt wurden Ende 2013 für einen Gesamtwert von 61,9 Millionen Euro an eine Arbeitsgemeinschaft der Firmen J.Bunte/Stutz vergeben. Es waren sieben Angebote eingegangen. Rund 220 Meter des Tunnels sollen in bergmännischer Bauweise entstehen. Die Bahn geht von einer Bauzeit von zwei Jahren aus. Die beiden Gleise liegen in einer Röhre.

## Bau

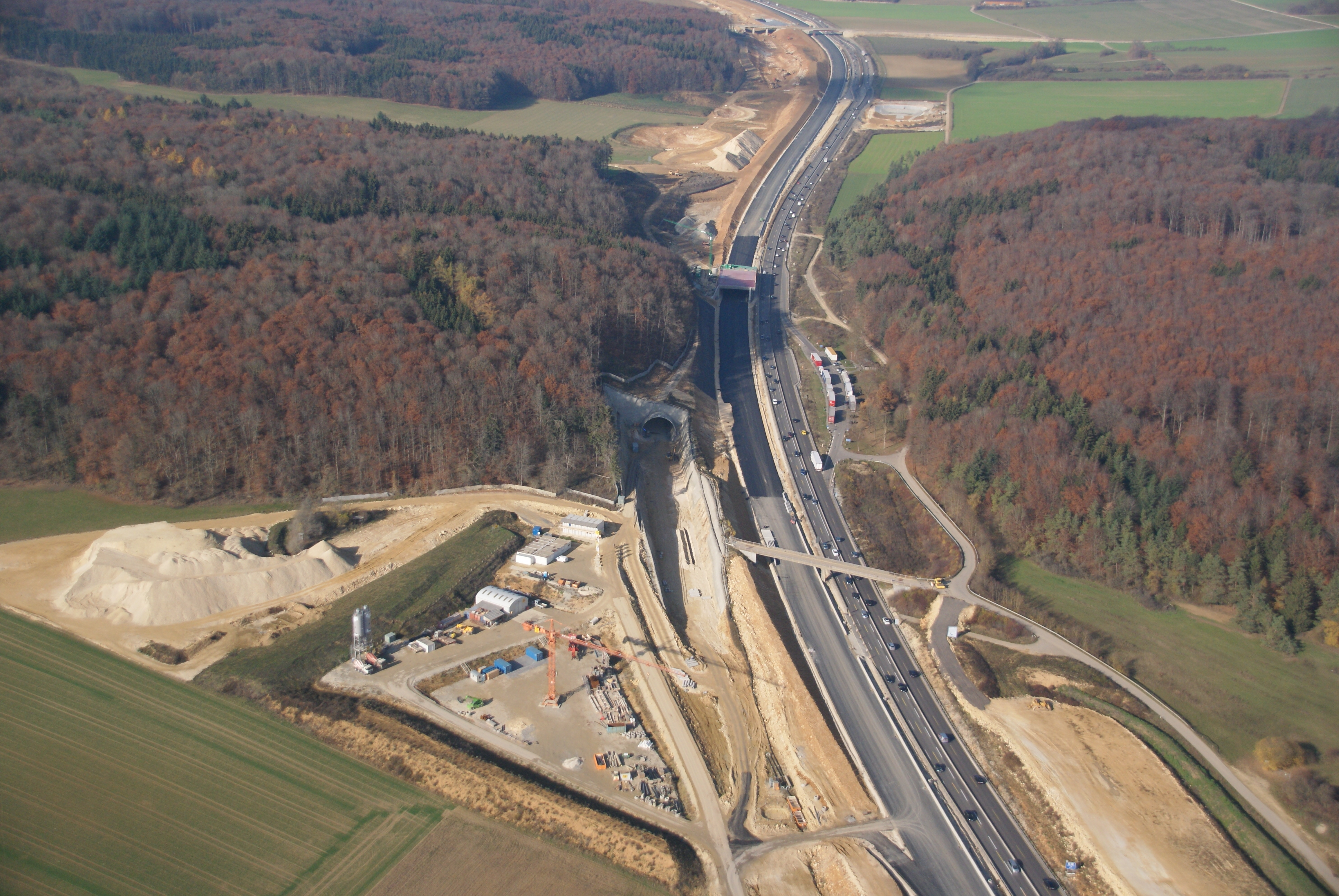
Tunnelarbeiten (November 2015)

Mit dem bergmännischen Vortrieb des Tunnels wurde Ende März 2015 begonnen. Der symbolische Tunnelanschlag mit Tunneltaufe folgte am 22. April. Im bergmännischen Teil wurde die Kalotte am 30. Juni 2015 durchgeschlagen.
Der Tunnel durchörtert teilweise verkarstetes Kalkstein.
Einen Tag der offenen Baustelle besuchten am 25. Oktober 2015 mehr als 1100 Menschen.
Das Bauwerk wurde Mitte 2016 im Rohbau fertiggestellt.

## Technik
Die Versorgung des Tunnels mit öffentlichem Mobilfunk (GSM und LTE in verschiedenen Bändern) erfolgt über Schlitzkabel an den Tunnelwänden, die über eine Repeateranlage am Nordportal mit Signalen versorgt werden. Die Versorgung des Tunnels mit GSM-R erfolgt über eine Antenne, etwa auf Höhe der Fahrleitung, am Nordportal des Tunnels.